# Tổng thống Đức
Tổng thống Đức, chính thức là Tổng thống liên bang Cộng hòa Liên bang Đức (tiếng Đức: Bundespräsident der Bundesrepublik Deutschland), là nguyên thủ quốc gia của Đức. Theo thiết chế trong chính trị Đức, đây là vị trí chủ yếu mang tính nghi lễ và không sở hữu nhiều thực quyền. Tổng thống được bầu qua hội nghị liên bang (Bundesversammlung) có nhiệm kỳ 5 năm. Tổng thống đương nhiệm là Frank-Walter Steinmeier, Đảng Dân chủ Xã hội Đức, được Quốc hội Liên bang bầu ra từ ngày 12 tháng 2 năm 2017.

## Phủ tổng thống

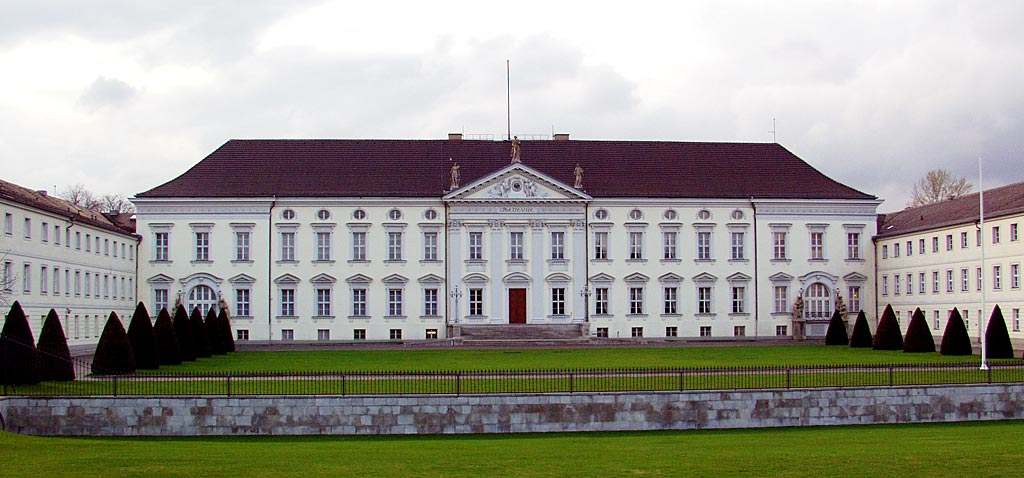
Lâu đài Bellevue

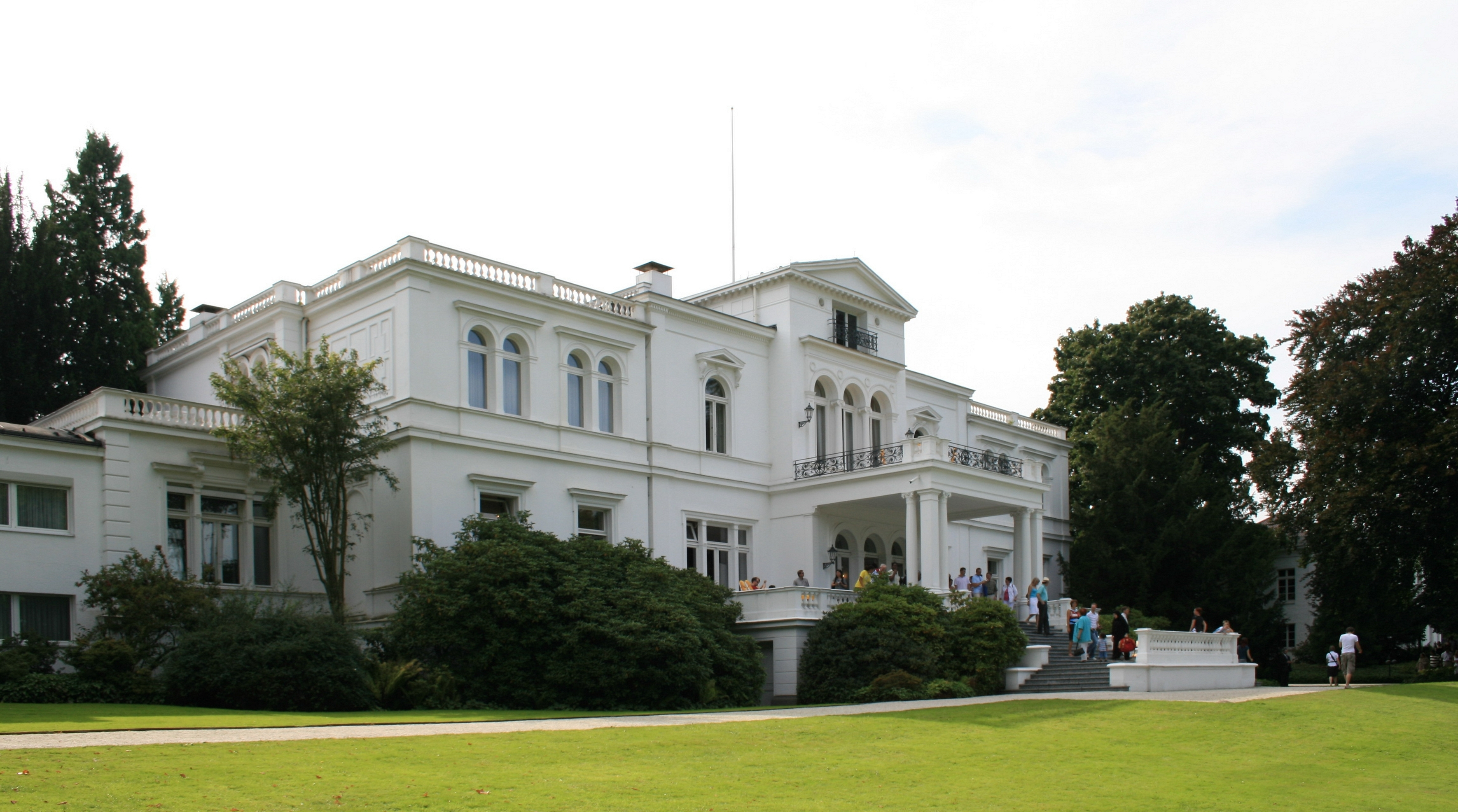
Biệt thự Hammerschmidt

Phủ tổng thống thứ nhất là Lâu đài Bellevue ở Berlin, phủ thứ hai là biệt thự Hammerschmidt ở Bonn. Văn phòng phủ tổng thống mới, khánh thành năm 1996, nằm ngay bên cạnh lâu đài Bellevue.
Hai địa điểm được dành cho các dịp lễ tân. Các nghi lễ lớn như tiệc chiêu đãi quốc gia được tiến hành trong lâu đài Charlottenburg; nhà khách trước đây của bộ Ngoại giao ở Berlin-Dahlem được dùng cho các lễ tiếp đón nhỏ, tối đa 18 người.
Tổng thống Đức có lá cờ hiệu riêng, hình vuông ở giữa là huy hiệu đại bàng của Đức (Bundesadler) trên nền vàng viền đỏ. Khi Tổng thống ở Berlin hay vắng mặt nhưng không có một nơi ở cụ thể chính thức (như đi thăm viếng không chính thức) cờ hiệu được treo ở lâu đài Bellevue.

## Nhiệm vụ và quyền hạn
Tổng thống thay mặt Đức về đối ngoại, công nhận các đại diện ngoại giao và có quyền ân xá cho từng phạm nhân một ở mức liên bang, quyền này thường được giao một phần về cho các cơ sở liên bang khác. Nhưng ông không thể đại xá mà cần đến một điều luật liên bang.
Các nhiệm vụ và quyền hạn chính trị của tổng thống chủ yếu là về mặt nghi thức:
- Ký tên và công bố các luật lệ liên bang thông qua phát hành trong Tờ luật liên bang (Bundesgesetzblatt).
- Đề nghị thủ tướng để Quốc hội Liên bang bầu, bổ nhiệm và bãi nhiệm thủ tướng.
- Bổ nhiệm, miễn nhiệm các bộ trưởng liên bang theo đề nghị của Thủ tướng.
- Bổ nhiệm. miễn nhiệm các thẩm phán liên bang, các công chức liên bang, sĩ quan và hạ sĩ quan nếu như không có các quy định và nghị định nào khác.
- Công bố trường hợp phòng vệ (Verteidigungsfall) (khi Đức bị tấn công bằng quân sự) và trao các bảng tuyên bố theo luật lệ quốc tế sau khi cuộc tấn công bắt đầu.
- Triệu tập Hội đồng tài trợ cho các đảng phái theo Luật về các đảng phái.

Trong tất cả các trường hợp này Tổng thống là người thi hành đầu tiên. Theo điều 58 của Hiến pháp gần như trong tất cả các hoạt động trên đều cần phải có thêm một chữ tiếp ký của một thành viên trong chính phủ liên bang. Điều này dẫn đến việc Tổng thống thỉnh thoảng bị châm biếm như là một công chứng liên bang.

### Giải tán Quốc hội Liên bang và tình trạng khẩn cấp của pháp chế
Tổng thống chỉ có quyền hạn chính trị thật sự trong các trường hợp ngoại lệ được quy định chặt chẽ. Theo đó ông có thể giải thể Quốc hội liên bang trong hai trường hợp: Nếu như trong cuộc bầu cử Thủ tướng, ứng cử viên cho chức vụ Thủ tướng chỉ đạt đa số tương đối (đạt được số phiếu bầu nhiều nhất trong tổng số các phiếu nhưng không quá bán) trong cả ba lần bầu cử, Tổng thống có khả năng bổ nhiệm Thủ tướng (chính phủ thiểu số) hay giải thể Quốc hội liên bang (chương 63 của Hiến pháp). Trong trường hợp này quy định giải thể không cần đến việc ký đối chứng của chính phủ liên bang, thêm vào đó là cũng không có một chính phủ nào đương nhiệm cả.
Tổng thống cũng có thể giải thể quốc hội sau khi bỏ phiếu tín nhiệm Thủ tướng bất thành (chương 68 của Hiến pháp). Trong lịch sử Cộng hòa liên bang Đức cho đến nay việc này đã xảy ra hai lần: năm 1972 Gustav Heinemann và năm 1983 Karl Carstens đã giải thể Quốc hội liên bang. Thật ra trong cả hai trường hợp trên tình huống này đã được các đảng cầm quyền chủ ý đưa đến để có thể tái bầu cử. Các thành viên của Quốc hội liên bang đã kiên quyết giải thể ông Carstens. Trong một phán quyết, Tòa án Hiến pháp Liên bang đã trình bày quan điểm là Tổng thống có trách nhiệm phải xem xét Thủ tướng thật sự không được đa số thành viên của Quốc hội liên bang tín nhiệm nữa hay ông có ý lợi dụng để giải thể Quốc hội liên bang. Mặc dù vậy cuối cùng Tòa án hiến pháp liên bang cũng đã xác nhận việc giải thể Quốc hội liên bang.
Trong trường hợp việc bỏ phiếu tín nhiệm Thủ tướng bất thành và theo yêu cầu của Thủ tướng cũng như có sự đồng ý của Hội đồng liên bang (Bundesrat), Tổng thống có quyền nhưng không bắt buộc phải tuyên bố trường hợp khẩn cấp của pháp chế (Gesetzgebungsnotstand) theo chương 81 của Hiến pháp. Trường hợp này cho đến nay chưa xảy ra trong lịch sử của nước Cộng hòa liên bang Đức.

### Bổ nhiệm và bãi nhiệm các thành viên chính phủ
Theo chương 63 của Hiến pháp, Tổng thống đề cử một ứng cử viên để Hội đồng liên bang bầu vào chức vị Thủ tướng liên bang. Thông thường đều có các cuộc nói chuyện với các chính trị gia có liên quan trước đề nghị này. Trên hình thức pháp lý Tổng thống có quyền tự do đề nghị, nhưng cho đến nay tất cả các Tổng thống đều đề nghị ứng cử viên của đảng thắng cử trong cuộc bầu cử Quốc hội liên bang vào cương vị Thủ tướng và tất cả các ứng cử viên này đều được bầu. Trong trường hợp ứng cử viên do Tổng thống đề nghị không được bầu, Quốc hội liên bang có thời gian hai tuần để bầu một Thủ tướng không phụ thuộc vào đề nghị của Tổng thống. Trong mọi trường hợp Tổng thống đều phải bổ nhiệm ứng cử viên đạt đa số phiếu tuyệt đối. Nếu một cuộc bầu cử với đa số phiếu tuyệt đối trong vòng hai tuần và ngay cả lần bầu cử thứ ba sau đó không thành công, Tổng thống có thể bổ nhiệm một chính phủ thiểu số hay giải thể Quốc hội liên bang. Trong trường hợp này Tổng thống không cần đến một chữ ký đối xác của chính phủ. Việc bổ nhiệm Thủ tướng liên bang cũng không cần đến một chữ ký đối xác trong mọi trường hợp.
Tổng thống phải bổ nhiệm các bộ trưởng do Thủ tướng đề nghị. Ông chỉ có nhiều nhất là quyền thẩm tra về mặt hình thức như xem xét các ứng cử viên có phải là người Đức hay không; Tổng thống không có quyền thẩm tra về nhân sự.
Trong việc bãi nhiệm bộ trưởng, Tổng thống cũng không có quyền cùng quyết định. Ông phải chấp nhận về hình thức quyết định của Thủ tướng.
Tổng thống không có thể từ chối khi Thủ tướng xin từ chức, ông phải bãi nhiệm Thủ tướng trong mọi trường hợp. Khi cuộc bỏ phiếu bất tín nhiệm Thủ tướng thành công, Tổng thống bắt buộc phải bãi nhiệm người đang nhiệm và bổ nhiệm người mới được bầu vào chức vụ này.
Theo chương 69 của Hiến pháp, Tổng thống có thể yêu cầu Thủ tướng hay bộ trưởng đã được bãi nhiệm tiếp tục điều hành công việc cho đến khi bầu người kế nhiệm. Theo lệ thường các Tổng thống đều làm như vậy. Ngoại lệ duy nhất là việc bãi nhiệm của Willy Brandt sau khi ông từ chức vào năm 1974. Khi ấy Brandt xin được phép không tiếp tục điều hành công việc. Heinemann đã chấp thuận nguyện vọng này vì thế phó Thủ tướng Walter Scheel vừa được bãi nhiệm đã đương nhiệm Thủ tướng trong vài ngày. Để đáp ứng nguyện vọng này Tổng thống cũng không phải cần đến một chữ ký đối xác.
Tổng thống không có quyền cùng quyết định khi bổ nhiệm các phó Thủ tướng. Quyết định này hoàn toàn thuộc về Thủ tướng.

## Vị trí trong cấu trúc Hiến pháp của Cộng hòa liên bang Đức

### Sơ lược lịch sử
Vị trí yếu kém của Tổng thống Đức, nhìn thấy trước tiên ở việc bắt buộc phải có chữ ký đối chứng và ở các quyền hạn chính trị thực tế hạn hẹp, là một phản ứng rút ra từ những kinh nghiệm của Cộng hòa Weimar. Trong các cuộc họp của Hội đồng quốc hội hầu như tất cả các đại biểu tham gia đều nhất trí là không để cho Tổng thống có một vị trí cao trong hệ thống chính trị như trong thời kỳ của Tổng thống đế chế (Reichspräsident) - thí dụ như Paul von Hindenburg. Đặc biệt, quyền ban hành pháp lệnh trong trường hợp khẩn cấp theo chương 48 của Hiến pháp Weimar (tức là quyền trong trường hợp khẩn cấp có thể dùng các chỉ thị của Tổng thống để điều hành công việc quốc gia không phải thông qua quốc hội đế chế - Reichstag) và quyền của Tổng thống có thể tự chỉ định Thủ tướng đế chế (Reichskanzler) theo quyết định chính trị của bản thân (chứ không phải chỉ hoàn thành về mặt hình thức sự lựa chọn của Quốc hội liên bang) là hai quyền được cho là có một phần trách nhiệm trong việc dẫn đến cuộc khủng hoảng chính trị của Cộng hòa Weimar bắt đầu từ năm 1930 với các Thủ tướng Heinrich Brüning, Franz von Pappen và Kurt von Schleicher, cuối cùng đi đến chế độ độc tài dưới quyền của Adolf Hitler. Mặc dù vậy, trong thời kỳ bắt đầu Cộng hòa Weimar, quyền ban hành pháp lệnh trong trường hợp khẩn cấp đã được Friedrich Ebert sử dụng theo một phương hướng được đa số cho rằng là tốt.
Việc lấy đi hai quyền hạn đó là một sự tước quyền lực rõ rệt đối với chức vụ Tổng thống. Quyền ban hành pháp lệnh trong trường hợp khẩn cấp của hành pháp không còn trong Cộng hòa liên bang nữa, ngay trong trường hợp khẩn cấp pháp chế vẫn còn có sự kiểm soát của Hội đồng liên bang; việc chỉ định và bãi nhiệm Thủ tướng chủ yếu nằm trong tay của Quốc hội liên bang hay của Thủ tướng liên bang.
Song song với việc giảm thiểu quyền hạn của chức vụ này, phương cách bầu cử Tổng thống cũng được thay đổi: Nếu như Tổng thống đế chế được bầu trực tiếp từ nhân dân (năm 1925 và 1930) thì Tổng thống liên bang được bầu từ Hội nghị liên bang, được tổ chức chỉ dành cho mục đích này. Qua đó việc hợp pháp hóa (Legitimation) một cách dân chủ của Tổng thống liên bang trở thành gián tiếp hơn. Ông không phải là một nguyên thủ quốc gia được bầu trực tiếp mà được lựa chọn bởi một ủy ban bầu cử (ủy ban mà về phía mình được hợp pháp hóa một cách dân chủ). Việc từ chối tiếp tục bầu cử trực tiếp Tổng thống liên bang được giải thích là nếu không thì sẽ không có tương quan giữa một hợp pháp hóa dân chủ cao độ (ngoài Quốc hội liên bang ra Tổng thống sẽ là cơ quan hiến pháp duy nhất được bầu trực tiếp) và quyền lực chính trị hạn chế.

### Diễn văn chính trị
Từ vị trí này Tổng thống liên bang chỉ có thể gây tác động chính trị chủ yếu qua các diễn văn tiếp tục hay mở đầu các tranh luận trong xã hội. Không như các chính trị gia đứng đầu khác Tổng thống độc lập với sự việc chính trị hằng ngày và vì thế tự do hơn so với các chính trị gia khác trong việc lựa chọn đề tài và thời điểm cho các phát biểu của ông, chỉ phải bắt buộc là đứng bên trên đảng phái (ngoại trừ Gustav Heinemann tất cả các Tổng thống từ trước đến nay đều tạm ngưng tham gia đảng phái trong thời gian đương chức).
Việc các diễn văn này được cho phép về mặt hiến pháp không cần phải có "chữ ký đối xác" là một việc đang được tranh cãi bởi vì một bài diễn văn với tác động thực tế của nó có thể có ảnh hưởng chính trị mạnh hơn là một hành động mang tính chất hình thức.

### Trung lập đối với các đảng phái chính trị
Người giữ chức vụ này bao giờ cũng lâm vào một tình thế khó xử trong lúc thực thi chức trách của mình vì một mặt ông phải làm chính trị (hay ít nhất là có những phát biểu về chính trị) mặt khác có nhiệm vụ trung lập đối với các đảng phái. Các Tổng thống liên bang thường hay nói một cách trừu tượng về các đề tài không có thể hiểu theo hướng của một đảng phái chính trị nào (như các chỉ trích về toàn cầu hóa của ông Rau) hay công kích tất cả các đảng nói chung (trích dẫn của ông Weizsäcker về ham mê quyền lực và lãng quên quyền lực của các đảng).
Các Tổng thống liên bang, theo thông lệ, thường là những chính trị gia có công lao, bỏ công sức để tiến lên trong đảng để sau này họ sẽ bầu ông trong Hội nghị liên bang. Đó là một điều thực tế làm cơ sở cho các nhà phê bình hoài nghi tính trung lập và độc lập đối với các đảng phái của Tổng thống liên bang.
Tổng thống đương nhiệm, Horst Köhler, là người đầu tiên giữ chức vụ này mà các chức trách trước đây của ông không ở trong nước Đức và vì thế thực sự là đi vào chính trị Đức từ bên ngoài. Những người ủng hộ ông cho rằng vì vậy mà ông có lợi thế là không phải "mài tròn" các bài diễn văn của mình như các chính trị gia khác, hơn thế nữa, chúng thẳng thắn và đặt thẳng vấn đề. Ngoài ra trong thời gian đương nhiệm ông đã từng nói đến nhiều đề tài mang tính chất thời sự. Các nhà phê bình cho rằng vì vậy mà ông đã xâm phạm vào tính đứng bên trên các đảng phái của chức vụ và cũng đã xâm phạm vào quy tắc không can thiệp vào các vụ việc chính trị hằng ngày.
Một nguyên tắc cho đến nay không được nói ra và cũng không được viết ra là một cựu Tổng thống sẽ không theo đuổi một chức vụ chính trị nào nữa mà nhiều nhất là chỉ tham gia vào giới công khai như "một người đáng kính trọng của quốc gia".

### Đại diện
Đại diện cho Tổng thống liên bang là Chủ tịch hội đồng liên bang (Bundesratspräsident), không phụ thuộc vào việc Tổng thống liên bang chỉ vắng mặt một thời gian hay không có khả năng thực thi chức trách. Trên thực tế thường thì quyền đại diện chỉ được áp dụng cho một phần của quyền hạn Tổng thống liên bang, như khi Tổng thống liên bang đang đi thăm chính thức một quốc gia và như thế là đang thực hiện các nhiệm vụ về ngoại giao của ông, mặt khác một đạo luật cần phải được ký tên. Trong trường hợp như vậy đạo luật theo thông lệ được đại diện của Tổng thống liên bang ký tên.

## Bầu cử tổng thống và tuyên thệ
Theo chương 55 của Hiến pháp, Tổng thống liên bang không được phép là thành viên của chính phủ hay của một tổ chức đoàn thể nào có thể ban hành luật pháp trên bình diện liên bang cũng như tiểu bang. Ngoài ra ông không được phép giữ một chức vụ có lương nào khác, không được phép làm nghề nghiệp nào và cũng không được phép là thành viên của ban lãnh đạo hay hội đồng giám sát của một công ty nào có định hướng kinh doanh.
Theo điều 22 của Luật bầu cử châu Âu, việc chấp nhận cuộc bầu cử trở thành Tổng thống liên bang sẽ chấm dứt tư cách là thành viên của Nghị viện châu Âu.

### Lựa chọn ứng cử viên
Việc lựa chọn ứng cử viên trước khi bầu cử Tổng thống liên bang mang dấu ấn rõ rệt của tỷ lệ phân chia phiếu bầu của các đảng phái chính trị trong Hội đồng liên bang, một tỷ lệ có thể dự đoán trước, và phụ thuộc vào tính toán của các đảng. Tùy theo tình thế, thông qua các quy trình nội bộ, hai đảng lớn cố gắng tìm ra một ứng cử viên có thể đạt được đa số trong Hội nghị liên bang. Thông thường trước khi bầu thì việc này đã có kết quả bằng các thỏa thuận giữa các đảng với nhau.
Thế áp đảo của các tính toán từ đảng phái trong lúc lựa chọn ứng cử viên (thay vì là tính cách cá nhân của các người có thể là ứng cử viên) và các thỏa thuận thường hay xảy ra trước khi bầu, những việc làm giảm giá trị của cuộc bầu cử xuống chỉ còn là một việc mang tính cách hình thức, đã mang lại nhiều cuộc tranh luận về việc tạo khả năng bầu cử trực tiếp Tổng thống liên bang thông qua nhân dân. Lý lẽ của những người đồng tình là một cuộc bầu cử trực tiếp thông qua nhân dân sẽ làm cho cả quy trình minh bạch hơn và công khai hóa các quyết định ở bên trong hậu trường chính trị. Những người chống lại bầu cử trực tiếp cho rằng một cuộc bầu cử trực tiếp đi ngược lại với các nguyên tắc của một nền dân chủ đại diện và ngoài ra chức vụ tổng thống có quá ít quyền hạn để có thể được bầu trực tiếp. Hơn nữa, chức vụ và cá nhân của Tổng thống liên bang sẽ bị tổn hại qua các cuộc vận động bầu cử.
Hiến pháp cần phải được thay đổi trước khi có thể bắt đầu bầu cử trực tiếp.

### Bầu cử
Tổng thống liên bang được Hội nghị liên bang bầu kín và không có đàm luận. Trong bầu cử một ứng cử viên phải đạt được đa số tuyệt đối, chỉ khi qua hai lần bầu mà không có ứng cử viện nào đạt được thì trong lần bầu thứ ba chỉ cần đa số tương đối. Nhiệm kỳ kéo dài 5 năm và chỉ có thể được bầu thêm một lần nữa. Tất cả các công dân Đức tròn 40 tuổi và có quyền bầu cử thụ động đều có thể được bầu cử.
Thành phần của Hội nghị liên bang phản ánh hệ thống liên bang của Cộng hòa liên bang Đức: thành phần bao gồm các thành viên của Quốc hội liên bang và từng ấy cử tri được 16 Quốc hội tiểu bang chọn ra. Thông thường những người này là đại biểu Quốc hội tiểu bang và một số cá nhân trong công chúng, thí dụ như từ các hội đoàn kinh tế hay những người nổi tiếng. Tất cả các thành viên của Hội nghị liên bang (tức là gồm cả những đại diện của giới kinh tế và những người nổi tiếng) được hưởng quyền đặc miễn từ lúc chấp nhận được lựa chọn cho đến khi Hội nghị liên bang tụ họp. Chủ tịch Hội đồng liên bang sẽ là người đứng đầu Hội nghị liên bang.
Vào ngày nhậm chức (thường là ngày 1 tháng 7), trong cuộc họp chung của Quốc hội liên bang và Hội đồng liên bang, chủ tịch Hội đồng liên bang sẽ làm lễ tuyên thệ cho Tổng thống liên bang. Lời thề theo chương 56 của Hiến pháp là: "Tôi thề sẽ cống hiến sức lực của mình cho phúc lợi của dân tộc Đức, tăng thêm lợi ích cho dân tộc, ngăn cản thiệt hại cho dân tộc, duy trì và bảo vệ Hiến pháp và luật lệ của Liên bang, tận tâm hoàn thành các nhiệm vụ của tôi và mang đến công bằng cho mọi người. Xin Chúa giúp đỡ tôi." Câu thề mang tính chất tôn giáo có thể được bỏ đi. Lời thề phải được áp dụng, việc xác nhận như trong Luật hình sự dành cho những người vì lý do tôn giáo không muốn thề là không được phép. Sự bắt buộc này là phù hợp với Hiến pháp vì việc nhận chức vụ Tổng thống liên bang là một việc tình nguyện.
Bắt đầu từ thời điểm tuyên thệ Tổng thống Đức được nhận lương vào khoảng 213.000 Euro hằng năm. Sau khi hết chức vụ, lương này sẽ được trả suốt đời như là "lương danh dự".

## Khiếu tố tổng thống và bãi miễn
Trong thời gian đương nhiệm Tổng thống liên bang được hưởng quyền đặc miễn. Không thể bỏ phiếu bất tín nhiệm Tổng thống liên bang. Khả năng duy nhất để bãi miễn ông là khiếu tố Tổng thống trước Tòa án hiến pháp liên bang theo chương 61 của Hiến pháp.
Đơn khiếu tố Tổng thống phải được một phần tư thành viên của Quốc hội liên bang hay của Hội đồng liên bang kiến nghị và phải được hai phần ba thành viên của Quốc hội liên bang hay Hội đồng liên bang thông qua trước khi đệ đơn trước Tòa án hiến pháp liên bang. Sau khi khởi tố Tòa án hiến pháp liên bang có thể ban lệnh tạm thời ngăn cản Tổng thống tiếp tục thi hành chức vụ. Nếu như đi đến kết luận là Tổng thống liên bang đã cố ý vi phạm Hiến pháp hay luật lệ của Liên bang thì có thể bãi miễn Tổng thống.
Công cụ khiếu tố Tổng thống chưa từng được sử dụng trong lịch sử của nước Cộng hòa liên bang Đức.

## Chấm dứt nhiệm kỳ
Bắt đầu từ năm 1969 nhiệm kỳ của Tổng thống liên bang bao giờ cũng chấm dứt vào ngày 30 tháng 6 và người kế nhiệm bắt đầu chức vụ vào ngày 1 tháng 7. Ngoài định kỳ 5 năm, chức vụ được chấm dứt khi Tổng thống liên bang:
- Qua đời;
- Từ chức (như Heinrich Lübke đã làm vào năm 1969. Ông tuyên bố từ chức có hiệu lực sau ngày 30 tháng 6 năm 1969);
- Mất quyền được bầu (thí dụ như từ bỏ quốc tịch Đức) hay;
- Được bãi miễn theo chương 61 của Hiến pháp.

Trong trường hợp này, theo chương 54 phần 4 câu 1 của Hiến pháp, Hội nghị liên bang phải họp chậm nhất là 30 ngày sau khi nhiệm kỳ chấm dứt và bầu một Tổng thống liên bang mới, bắt đầu nhậm chức ngay sau khi ông chấp nhận kết quả của cuộc bầu cử. Chủ tịch Hội đồng liên bang sẽ thi hành các quyền hạn của Tổng thống cho tới khi có cuộc bầu cử mới.
Trong trường hợp phòng vệ nhiệm kỳ của Tổng thống có thể được kéo dài theo chương 115h của Hiến pháp. Trong trường hợp này, nhiệm kỳ của Tổng thống hay việc Chủ tịch Hội đồng liên bang thi hành các quyền hạn sẽ chấm dứt chín tháng sau khi trường hợp tự vệ hết hiệu lực.

## Danh sách tổng thống Đức

### Cộng hòa Weimar(1919-1933)
Ghi chú
| STT                                 | Chân dung                           | Tên (Năm sinh–Năm mất)                                           | Nhiệm kỳ                            | Nhiệm kỳ                            | Nhiệm kỳ                                        | Đảng phái                           |
| STT                                 | Chân dung                           | Tên (Năm sinh–Năm mất)                                           | Đắc cử                              | Bắt đầu nhiệm kỳ                    | Kết thúc nhiệm kỳ                               | Đảng phái                           |
| Tổng thống Đế chế (Reichspräsident) | Tổng thống Đế chế (Reichspräsident) | Tổng thống Đế chế (Reichspräsident)                              | Tổng thống Đế chế (Reichspräsident) | Tổng thống Đế chế (Reichspräsident) | Tổng thống Đế chế (Reichspräsident)             | Tổng thống Đế chế (Reichspräsident) |
| ----------------------------------- | ----------------------------------- | ---------------------------------------------------------------- | ----------------------------------- | ----------------------------------- | ----------------------------------------------- | ----------------------------------- |
| 1                                   |                                     | Friedrich Ebert (1871–1925)                                      | 1919                                | 11 tháng 2 năm 1919                 | 28 tháng 2 năm 1925 (qua đời khi đang tại chức) | SPD                                 |
| —                                   |                                     | Hans Luther[A] (1879–1962)                                       | —                                   | 28 tháng 2 năm 1925                 | 12 tháng 3 năm 1925                             | Không đảng                          |
| —                                   |                                     | Walter Simons[B] (1861–1937)                                     | —                                   | 12 tháng 3 năm 1925                 | 12 tháng 5 năm 1925                             | Không đảng                          |
| 2                                   |                                     | Thống chế (Generalfeldmarschall) Paul von Hindenburg (1847–1934) | 1925 1932                           | 12 tháng 5 năm 1925                 | until 30 tháng 1 năm 1933 (đổi thế chế)         | Không đảng                          |

### Đức Quốc xã(1933–1945)
Ghi chú
| STT | Chân dung | Tên (Năm sinh–Năm mất) | Nhiệm kỳ  | Nhiệm kỳ                  | Nhiệm kỳ                                       | Đảng phái  |
| STT | Chân dung | Tên (Năm sinh–Năm mất) | Đắc cử    | Bắt đầu nhiệm kỳ          | Kết thúc nhiệm kỳ                              | Đảng phái  |
| --- | --------- | ---------------------- | --------- | ------------------------- | ---------------------------------------------- | ---------- |
| 2   |           | Paul von Hindenburg    | 1925 1932 | since 30 tháng 1 năm 1933 | 2 tháng 8 năm 1934 (qua đời khi đang tại chức) | Không đảng |
| 3   |           | Adolf Hitler           | 1934      | 2 tháng 8 năm 1934        | 30 tháng 4 năm 1945 (tự sát)                   | NSDAP      |
| 4   |           | Karl Dönitz            | 1945      | 30 tháng 4 năm 1945       | 23 tháng 5 năm 1945 (bị bắt bởi Đồng Minh)     | NSDAP      |

### Cộng hòa Dân chủ Đức(1949-1990)
Ghi chú
| STT                                                      | Chân dung                       | Tên (Năm sinh–Năm mất)              | Nhiệm kỳ                        | Nhiệm kỳ                        | Nhiệm kỳ                                       | Đảng phái                       |
| STT                                                      | Chân dung                       | Tên (Năm sinh–Năm mất)              | Đắc cử                          | Bắt đầu nhiệm kỳ                | Kết thúc nhiệm kỳ                              | Đảng phái                       |
| Chủ tịch nước (Staatspräsident)                          | Chủ tịch nước (Staatspräsident) | Chủ tịch nước (Staatspräsident)     | Chủ tịch nước (Staatspräsident) | Chủ tịch nước (Staatspräsident) | Chủ tịch nước (Staatspräsident)                | Chủ tịch nước (Staatspräsident) |
| -------------------------------------------------------- | ------------------------------- | ----------------------------------- | ------------------------------- | ------------------------------- | ---------------------------------------------- | ------------------------------- |
| —                                                        |                                 | Johannes Dieckmann[D] (1893–1969)   | —                               | 7 tháng 10 năm 1949             | 11 tháng 10 năm 1949                           | LDPD                            |
| 1                                                        |                                 | Wilhelm Pieck (1876–1960)           | 1949 1953 1957                  | 11 tháng 10 năm 1949            | 7 tháng 9 năm 1960 (qua đời khi đang tại chức) | SED                             |
| —                                                        |                                 | Johannes Dieckmann[D] (1893–1969)   | —                               | 7 tháng 9 năm 1960              | 12 tháng 9 năm 1960                            | LDPD                            |
| Chủ tịch Hội đồng Nhà nước (Vorsitzender des Staatsrats) |                                 |                                     |                                 |                                 |                                                |                                 |
| 1                                                        |                                 | Walter Ulbricht (1893–1973)         | —                               | 12 tháng 9 năm 1960             | 1 tháng 8 năm 1973 (qua đời khi đang tại chức) | SED                             |
| —                                                        |                                 | Friedrich Ebert, Jr.[E] (1894–1979) | —                               | 1 August 1973                   | 3 October 1973                                 | SED                             |
| 2                                                        |                                 | Willi Stoph (1914–1999)             | —                               | 3 tháng 10 năm 1973             | 29 tháng 10 năm 1976                           | SED                             |
| 3                                                        |                                 | Erich Honecker (1912–1994)          | —                               | 29 tháng 10 năm 1976            | 18 tháng 10 năm 1989 (từ chức)                 | SED                             |
| 4                                                        |                                 | Egon Krenz (1937–)                  | —                               | 18 tháng 10 năm 1989            | 6 tháng 12 năm 1989 (từ chức)                  | SED                             |
| 5                                                        |                                 | Manfred Gerlach (1928–2011)         | —                               | 6 tháng 12 năm 1989             | 5 tháng 4 năm 1990 (bãi chức)                  | LDPD                            |
| —                                                        |                                 | Sabine Bergmann-Pohl[F] (1946–)     | —                               | 5 tháng 4 năm 1990              | 2 tháng 10 năm 1990 (bãi chức)                 | CDU                             |

### Cộng hòa Liên bang Đức(1949-nay; "Tây Đức", 1949-1990)
Ghi chú
| STT                                    | Chân dung                              | Tên (Năm sinh–Năm mất)                 | Nhiệm kỳ                               | Nhiệm kỳ                               | Nhiệm kỳ                               | Đảng phái                              |
| STT                                    | Chân dung                              | Tên (Năm sinh–Năm mất)                 | Đắc cử                                 | Bắt đầu nhiệm kỳ                       | Kết thúc nhiệm kỳ                      | Đảng phái                              |
| Tổng thống Liên bang (Bundespräsident) | Tổng thống Liên bang (Bundespräsident) | Tổng thống Liên bang (Bundespräsident) | Tổng thống Liên bang (Bundespräsident) | Tổng thống Liên bang (Bundespräsident) | Tổng thống Liên bang (Bundespräsident) | Tổng thống Liên bang (Bundespräsident) |
| -------------------------------------- | -------------------------------------- | -------------------------------------- | -------------------------------------- | -------------------------------------- | -------------------------------------- | -------------------------------------- |
| 1                                      |                                        | Theodor Heuss (1884–1963)              | 1949 1954                              | 13 tháng 9 năm 1949                    | 12 tháng 9 năm 1959                    | FDP                                    |
| 2                                      |                                        | Heinrich Lübke (1894–1972)             | 1959 1964                              | 13 tháng 9 năm 1959                    | 30 tháng 6 năm 1969 (từ chức)          | CDU                                    |
| 3                                      |                                        | Gustav Heinemann (1899–1976)           | 1969                                   | 1 tháng 7 năm 1969                     | 30 tháng 6 năm 1974                    | SPD                                    |
| 4                                      |                                        | Walter Scheel (1919–2016)              | 1974                                   | 1 tháng 7 năm 1974                     | 30 tháng 6 năm 1979                    | FDP                                    |
| 5                                      |                                        | Karl Carstens (1914–1992)              | 1979                                   | 1 tháng 7 năm 1979                     | 30 tháng 6 năm 1984                    | CDU                                    |
| 6                                      |                                        | Richard von Weizsäcker (1920–2015)     | 1984 1989                              | 1 tháng 7 năm 1984                     | 30 tháng 6 năm 1994                    | CDU                                    |
| 7                                      |                                        | Roman Herzog (1934–2017)               | 1994                                   | 1 tháng 7 năm 1994                     | 30 tháng 6 năm 1999                    | CDU                                    |
| 8                                      |                                        | Johannes Rau (1931–2006)               | 1999                                   | 1 tháng 7 năm 1999                     | 30 tháng 6 năm 2004                    | SPD                                    |
| 9                                      |                                        | Horst Köhler (1943–2025)               | 2004 2009                              | 1 tháng 7 năm 2004                     | 31 tháng 5 năm 2010 (từ chức)          | CDU                                    |
| —                                      |                                        | Jens Böhrnsen[C] (1949–)               | —                                      | 31 tháng 5 năm 2010                    | 30 tháng 6 năm 2010                    | SPD                                    |
| 10                                     |                                        | Christian Wulff (1959–)                | 2010                                   | 30 tháng 6 năm 2010                    | 17 tháng 2 năm 2012 (từ chức)          | CDU                                    |
| —                                      |                                        | Horst Seehofer[C] (1949–)              | —                                      | 17 tháng 2 năm 2012                    | 18 tháng 3 năm 2012                    | CSU                                    |
| 11                                     |                                        | Joachim Gauck (1940–)                  | 2012                                   | 18 tháng 3 năm 2012                    | 18 tháng 3 năm 2017                    | Độc lập                                |
| 12                                     |                                        | Frank-Walter Steinmeier (1956–)        | 2017 2022                              | 18 tháng 3 năm 2017                    | Đương nhiệm                            | SPD                                    |